# Alpaida octolobata
Alpaida octolobata là một loài nhện trong họ Araneidae.
Loài này thuộc chi Alpaida. Alpaida octolobata được Herbert Walter Levi miêu tả năm 1988.